# Jardim Zoológico de Nuremberga

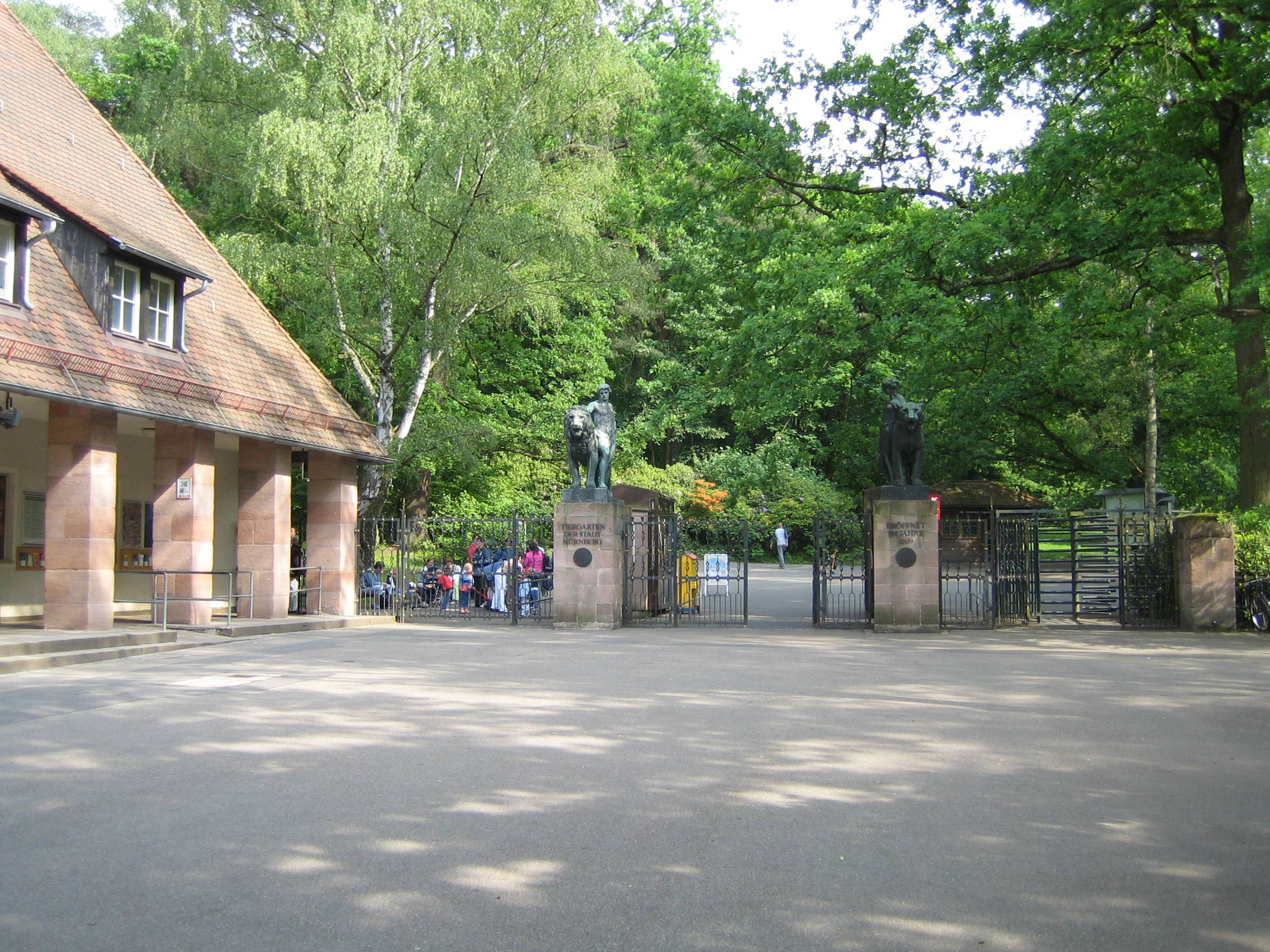
Jardim Zoológico de Nuremberga

O Jardim Zoológico de Nuremberga (Tiergarten Nürnberg em alemão) é um jardim zoológico localizado no Nürnberger Reichswald, no sudeste de Nuremberga, Alemanha. O jardim conta com 300 espécies de animais numa área de 0.67 quilómetros quadrados.

## História

### Na Idade Média
A tradição dos jardins zoológicos em Nuremberga remonta à Idade Média. Contudo, a única indicação de um jardim zoológico mantido pela nobreza local, os Burgraves, é a toponímia, com nomes como a ‘’Porta do Zoo’’ e a adjacente ‘’Praça do Zoo’’.

### Século XX
O Jardim Zoológico foi fundado em 11 de Maio de 1912 no local da Exposição Estadual Bavariana. Após a tomada do poder pelos nazis o Jardim Zoológico teve de ceder lugar ao Reichsparteitagsgelände,  tendo sido fechado em Fevereiro de 1939. Em Maio de 1939 foi aberto o novo Jardim Zoológico. Foi quase completamente destruído no decorrer da segunda guerra mundial, e reconstruído no final dos anos 50.

### Actualidade
Com uma área de 0.67 quilómetros quadrados, este Jardim Zoológico é um dos maiores na Europa. Consiste de grandes cercas naturais, que estão integradas na paisagem florestal e de montanha. Conta mais de um milhão de visitantes por ano. Muitas novas cercas foram construídas nas últimas décadas, acolhendo gorilas, leopardos da neve e ursos polares.
Flocke, um urso polar nascido em cativeiro tornou-se uma atracção popular após a controversa decisão de  o afastar da progenitora.

## Literatura
- Dr. Peter Mühling, Der Alte Nürnberger Tiergarten 1912-1939: Eine Chronik, Tiergarten der Stadt Nürnberg, Nürnberg 1987, ISBN 3-926760-00-1
- Wegweiser durch den Tiergarten Nürnberg, 29. neubearbeitete Auflage, Tiergarten der Stadt Nürnberg, Nürnberg 2007, ISSN 1436-4352
- Lorenzo von Fersen, Delfinariumsführer Tiergarten Nürnberg, 3. Aufl., Tiergarten der Stadt Nürnberg, Nürnberg 2003, ISBN 3-926760-04-4
- Der Tiergarten Nürnberg - Ein Virtueller Rundgang, imbiss-media, Nürnberg 2002, ISBN 3-00-010598-0
- Michael Diefenbacher, Rudolf Endres (Hsg.): Stadtlexikon Nürnberg. 2. verb. Auflage. Nürnberg: Verlag W. Tümmels, 2000, 1247 S., ISBN 3-921590-69-8